# Lijst van burgemeesters van Vogelwaarde
Dit is een lijst van burgemeesters van de voormalige Nederlandse gemeente Vogelwaarde vanaf de vorming op 1 juli 1936 tot het opgaan in de gemeente Hontenisse op 1 april 1970.
| Ambtsperiode | Naam burgemeester                         | levensjaren | Partij of stroming                | Bijzonderheden                                                                                      |
| ------------ | ----------------------------------------- | ----------- | --------------------------------- | --------------------------------------------------------------------------------------------------- |
| 1936 - 1944  | Frits Antoine Hendrikse                   | 1897-1978   | eerder burgemeester van Westdorpe | |
| 1944 - 1944  | Josephus Johannes van Hijfte              | 1893-1970   | NSB                               | |
| 1945 - 1962  | Frits Antoine Hendrikse                   | 1897-1978   |                                   | |
| 1962 - 1970  | Petrus Johannes Gerardus (Peter) Molthoff | 1923-2025   | KVP                               | vanaf juli 1964 burgemeester van Hulst en vanaf toen tevens waarnemend burgemeester van Vogelwaarde |